# ボタンサカタザメ
ボタンサカタザメ（学名：Pseudobatos percellens）は、サカタザメ科に分類されるエイの一種。
大西洋に分布する。

## 分布と生息地
カリブ海からブラジル、アルゼンチンまでの東大西洋、西太平洋の西アフリカといった、大西洋の熱帯から亜熱帯海域に分布する。沿岸部の浅い砂泥底に生息する底魚。

## 形態
吻は半透明で、先端には1対の小突起がある。背面の正中線上には30-32個の突起が並ぶ。背面は褐色で、小さな白色点が散らばり、暗色の斑点も入る。腹面は白色か淡い黄色で、吻には暗色の斑点がある。アトランティックギターフィッシュ(R. lentiginosus)と似ているが、アトランティックギターフィッシュは吻がへら状になっている。